# 上級生 (みんなのうた)
上級生（じょうきゅうせい）は、1985年12月、NHKのみんなのうたで放送された曲。作詞：森浩美、作曲：中崎英也、編曲：笹路正徳、歌：森口博子。
上級生に対する女学生の恋心を歌った楽曲。今やバラエティーアイドルとして著名な森口博子の、2025年現在唯一の『みんなのうた』出演曲。アニメーションは南家こうじ。
終了直後の1986年2月21日発売のシングル「すみれの気持ち -TRY ME AGAIN-」（スターチャイルド K07S-10075）のB面に収録された。「みんなのうた」放映時とは音色などのアレンジが違う。なお、同シングルのジャケット裏には「上級生」のジャケットが掲載されており、事実上両A面扱いである。